# Pętla Łabędzia
Pętla Łabędzia – duża, stosunkowo słaba pozostałość po supernowej, znajdująca się w gwiazdozbiorze Łabędzia. Znajduje się w odległości około 1440 lat świetlnych od Ziemi.

## Odkrycie i wczesne obserwacje

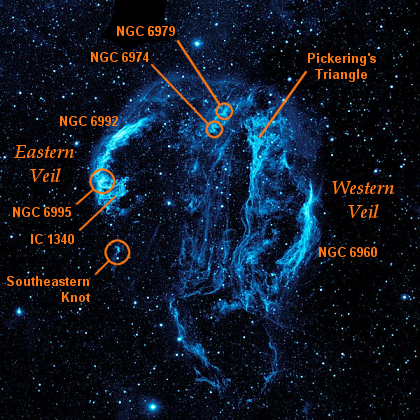
Pętla Łabędzia z zaznaczonymi obszarami skatalogowanymi w katalogach NGC i IC

Najjaśniejsze części tej mgławicy zostały odkryte 5 i 7 września 1784 roku przez Williama Herschela oraz 7 września 1825 roku przez Johna Herschela. Kolejne fragmenty odkrywali też Truman Safford 13 września 1866 roku, Lawrence Parsons 20 sierpnia 1873 roku oraz Williamina Fleming w 1904 roku. Ponieważ nie zdawano sobie wówczas sprawy, że są to jedynie fragmenty większego obiektu, dlatego John Dreyer nadał im oddzielne numery w swoim katalogu NGC. Trzy obszary zaobserwowane przez Williama Herschela zostały skatalogowane jako NGC 6960, NGC 6979 i NGC 6992, obszar dostrzeżony przez Johna Herschela otrzymał oznaczenie NGC 6995, zaś przez Parsonsa – NGC 6974. Fragment zaobserwowany przez Safforda został skatalogowany przez Dreyera jako IC 1340 w suplemencie Index Catalogue. Rejon zaobserwowany przez Fleming, zwany Trójkątem Pickeringa lub Trójkątem Fleming, mimo że został wspomniany w drugiej części Index Catalogue, nie otrzymał własnego numeru IC.

## Opis
Wybuch supernowej, który zainicjował powstanie Pętli Łabędzia, wydarzył się około 10 000 lat temu. Zajmuje ona obszar około 80 lat świetlnych, czyli 3 stopnie nieba w gwiazdozbiorze Łabędzia. Fala uderzeniowa powstała w wyniku wybuchu wytworzyła delikatne struktury żarzącego się gazu, widzialną część Pętli znanej jako Mgławica Welon, zderzając się z nieruchomymi gazami ośrodka międzygwiazdowego z prędkością blisko 20 000 km/s. Skutkiem tego jest wzbudzanie cząsteczek gazu. Gdy gazy uwalniają nowo nabytą energię w promieniowaniu o innych długościach fal, powstają żywe kolory mgławicy, obserwowane również w świetle widzialnym. W niektórych regionach gazy ogrzewają się do temperatury sięgającej milionów stopni, co powoduje uwolnienie wysokoenergetycznych promieni X.
Obecnie front fali uderzeniowej wybuchu rozszerza się z prędkością 170 km/s. Tempo ekspansji Pętli w przeszłości było jednak większe, co powodowało wyższe temperatury gazu na czole fali uderzeniowej. Ciśnienie gazu było na tyle duże, że wszystkie przypadkowe zaburzenia struktury były niwelowane. Z biegiem czasu prędkość rozszerzania malała, przez co spadała temperatura oraz ciśnienie gazu na czole fali. Gdy temperatura spadła poniżej miliona stopni, pojawiło się sprzężenie zwrotne, powodujące szybsze tempo stygnięcia wraz ze spadkiem ciśnienia. Doprowadziło to do powstawania obszarów o niższym ciśnieniu, które zapadały się i zagęszczały poprzedzielane warstwami znacznie rzadszego gazu o wyższej temperaturze. Powstała w ten sposób pęczniejąca bańka dzieliła się na większe i mniejsze obłoki, które dzieliły się na mniejsze włókna, widoczne tylko z boku.
Pętla Łabędzia będzie się rozpraszać jeszcze przez tysiące lat, zwracając w tym czasie do ośrodka międzygwiazdowego cięższe pierwiastki, takie jak złoto, wapń i żelazo.

## Galeria

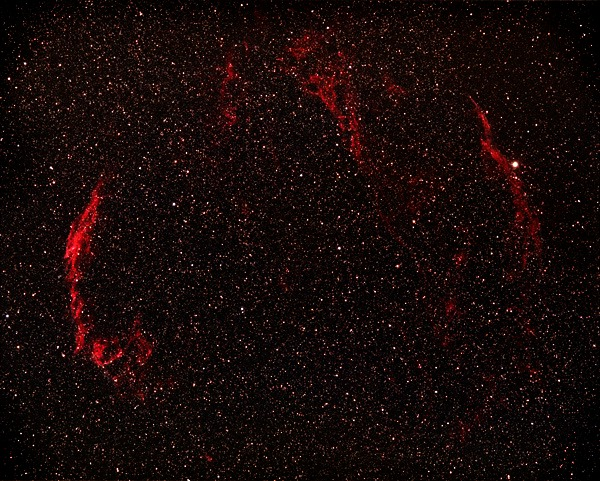
Pętla Łabędzia (całość, światło widzialne)
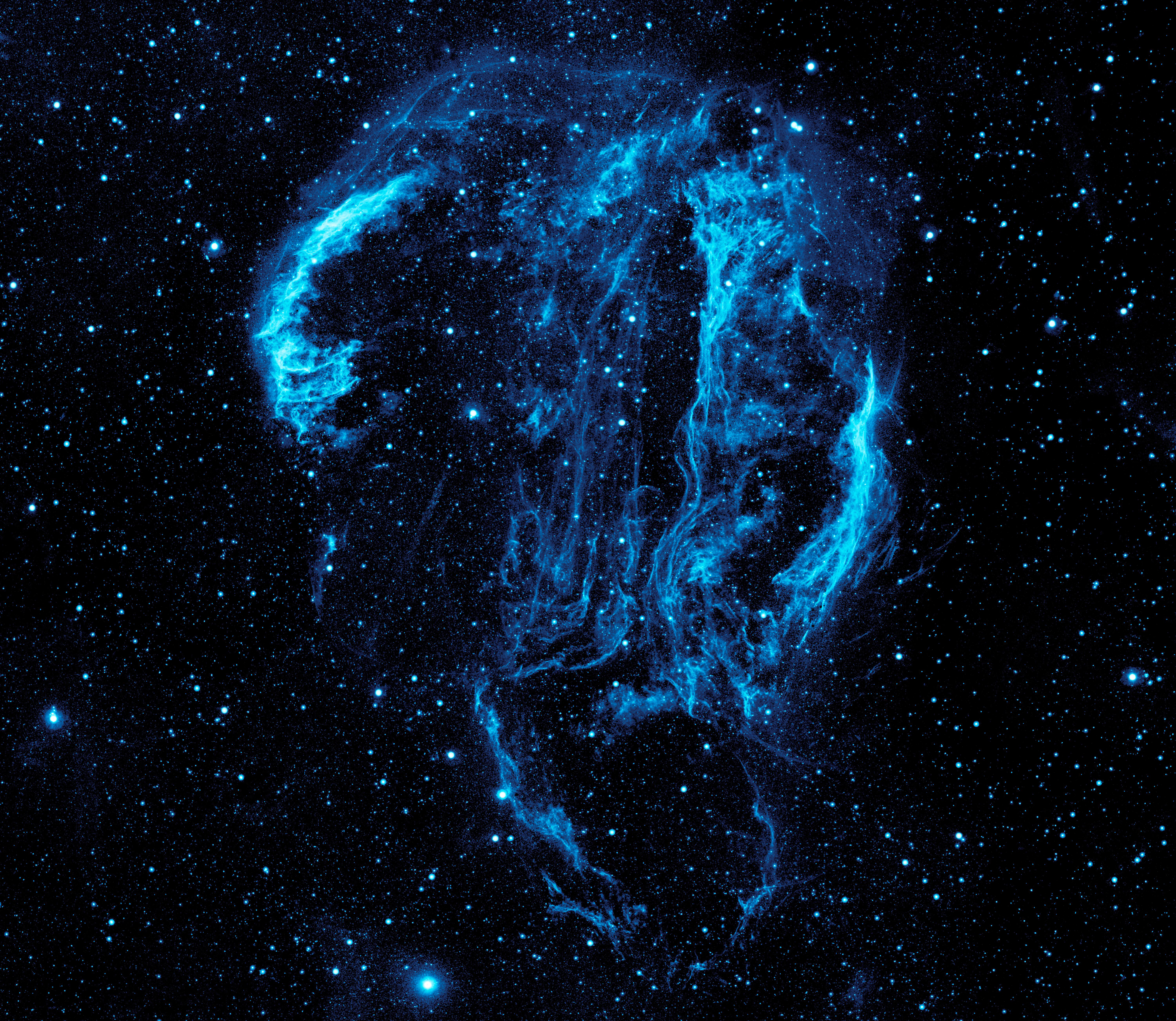
Pętla Łabędzia (całość, ultrafiolet)
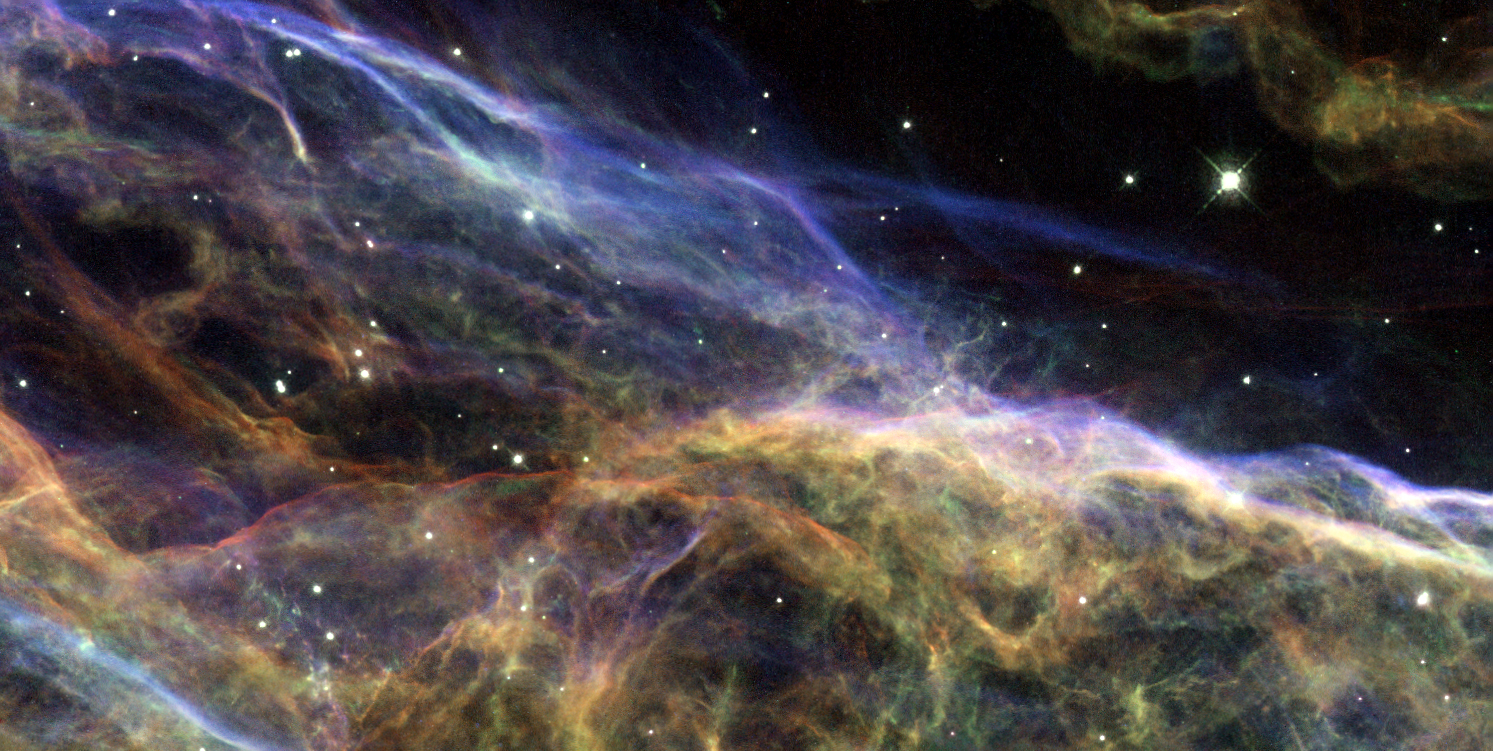
Włókna Pętli (HST)
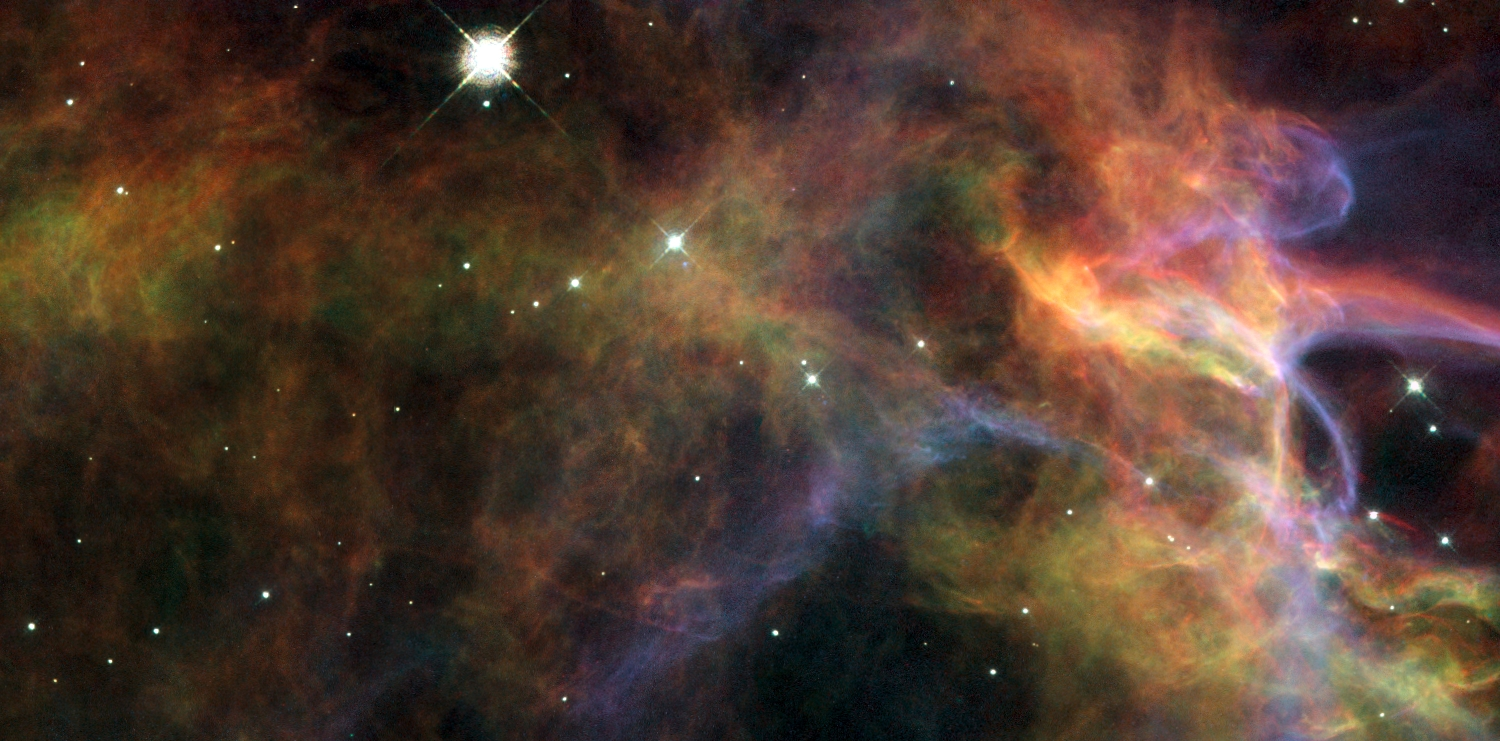
Zbliżenie pętli (HST)
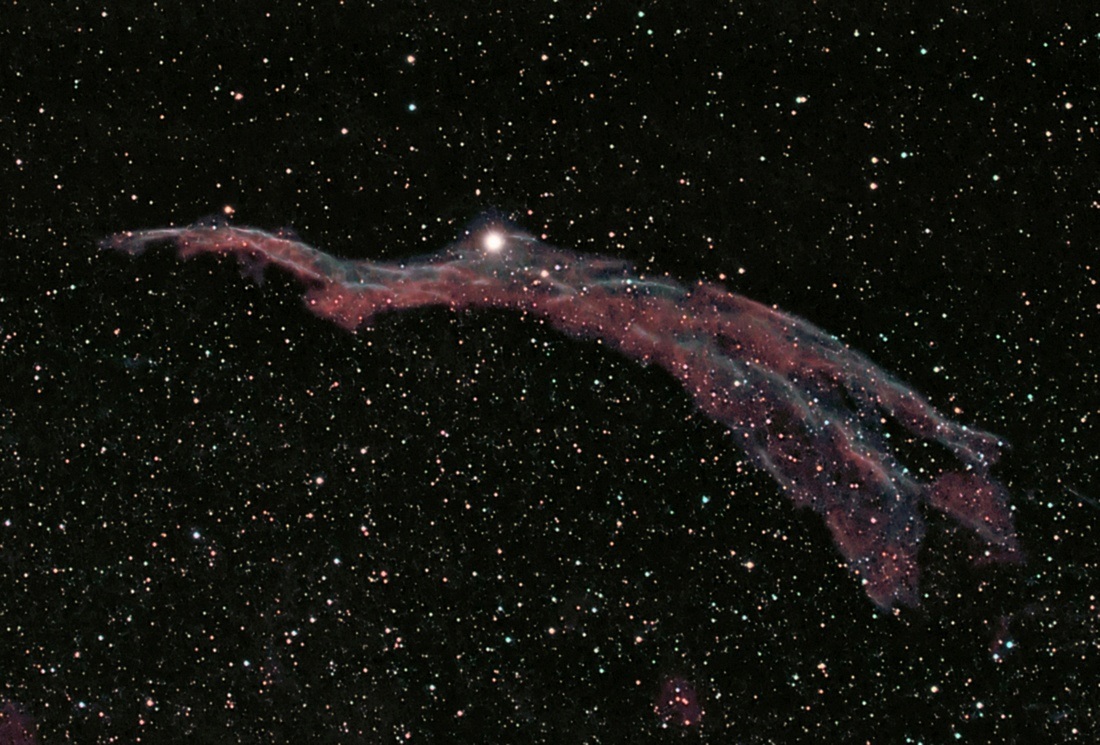
Zachodnia część – NGC 6960, zwana też Miotłą Wiedźmy (zdj. Hunter Wilson)